# ウォーレン郡 (ニューヨーク州)
ウォーレン郡（英: Warren County）は、アメリカ合衆国ニューヨーク州の北東部に位置する郡である。2010年国勢調査での人口は65,707人であり、2000年の63,303 人から3.8%増加した。郡庁所在地はクイーンズベリー町であり、同郡で人口最大の町である。郡名はアメリカ独立戦争のバンカーヒルの戦いで戦死して英雄になったジョセフ・ウォーレン将軍に因んで名付けられた。
ウォーレン郡はグレンズフォールズ都市圏に属している。

## 歴史

### 郡の設立（1683年—1819年）
1683年にニューヨーク植民地で郡が作られたとき、現在のウォーレン郡地域はオールバニ郡に属していた。これは巨大な郡であり、ニューヨーク州北部とバーモント州の全てを含んでおり、さらに理論的には西の太平洋岸まで広がっていた。1766年7月3日に、カンバーランド郡を分離し、1770年3月16日にグロスター郡を分離したが、どちらも現在はバーモント州に含まれている。1772年3月12日、オールバニ郡が3分割され、オールバニ郡はその名で残り、1つは東部が入ったシャーロット郡（イギリス王ジョージ3世の王妃シャーロット・オブ・メクレンバーグ＝ストレリッツに因んで名付けられた）、もう1つは西部のトライアン郡となった。
1778年、シャーロット郡がワシントン郡に改名された。これはアメリカ独立戦争時の司令官であり後に初代アメリカ合衆国大統領になったジョージ・ワシントンを称えるものだった。
1788年ワシントン郡からクリントン郡が分離設立された。このクリントン郡は現在よりもかなり大きかった。1791年、オールバニ郡からケンブリッジの町が移管され、ワシントン郡は少し大きくなった。
1813年、ワシントン郡からウォーレン郡が分離設立され、郡名はジョセフ・ウォーレン将軍から採られた。郡の役人はコールドウェルのハムレット（現在ではレイクジョージ村）にあったジョージ湖コーフィーハウスで最初の会合を開いた。コールドウェルの地主ジェイムズ・コールドウェルがその町の土地を寄付し、1819年からの郡庁所在地として機能した。

### 現代（1819年—現在）
レイクジョージには、1900年に設立されたYMCAの会議場であるシルバーベイYMCAがあり、この種のものとしては国内で数少ないものになっている。シルバーベイ・インは1904年に建てられ、アメリカ合衆国国家歴史登録財に指定されている。
1963年、レイクジョージ村にあった郡庁舎が閉鎖され、そこから数マイル南、クイーンズベリーに現在あるウォーレン郡市民センターに機能が移された。

## 地理
アメリカ合衆国国勢調査局に拠れば、郡域全面積は932平方マイル (2,410 km2)であり、このうち陸地869平方マイル (2,250 km2)、水域は62平方マイル (160 km2)で水域率は6.69%である。
ウォーレン郡はニューヨーク州東部にあり、その東はワシントン郡に接している。アディロンダック山地の中に位置しており、標高が2,000フィート (610 m) を超える山も多い。最高峰はゴア山であり、標高は3,198フィート (975 m) である。

### 交通

#### 公共交通機関
クイーンズベリーからグレンズフォールズへのバス定期便をグレーター・グレンズフォールズ交通システムが運行している。道路を走るトロリーもある。トロリーはボルトンランディングから1日4回、通常はニューヨーク州道9N号線のハースストーンポイントキャンプ場の北を回っている。

#### 主要高規格道路
郡内を幾つかの州道や郡道が走り、その総延長は464.7マイル (747.9 km) になっている。唯一のアメリカ国道は9号線であり、郡東部を走っている。唯一の州間高速道路は87号線であり、アディロンダック・ノースウェイとも呼ばれている。

#### レイクジョージ村より南

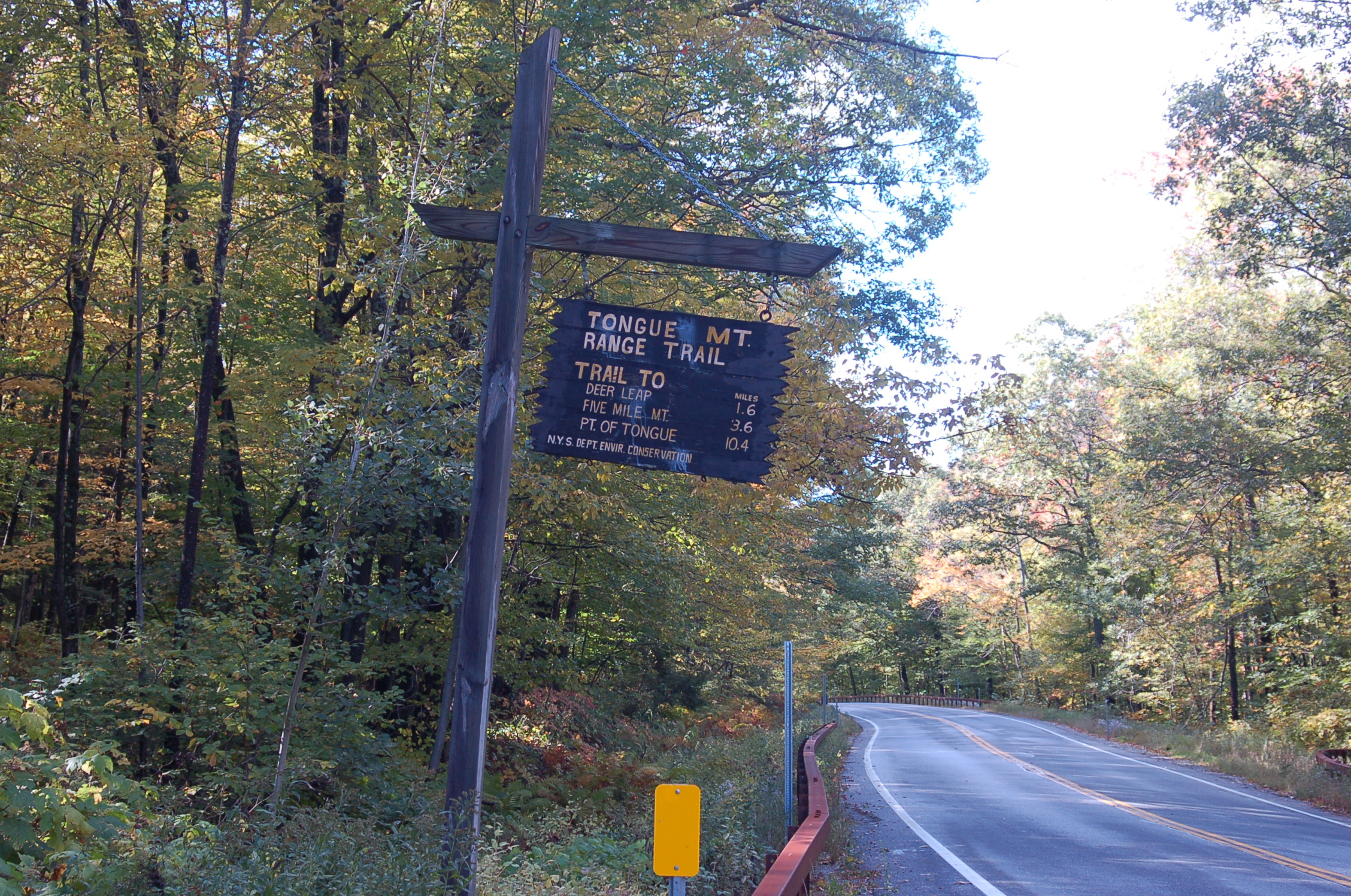
ニューヨーク州道9号線北の北端

ニューヨーク州道9N号線のみが郡内ルザーン湖地域を通っている。グレンズフォールズには州が維持する道路が2本あり、州道9L号線は市内で終わっている。もう1本は州道32号線であり、ウォーレン郡からワシントン郡に入り、州道196号線で終わっている。グレンズフォールズ市の東には郡道79号線があり、元は州道32号線の一部だった。州道149号線は全長32マイル (51 km) あり、郡を横切り、ワシントン郡に入っている。また州道254号線は全長6マイル (9.7 km) であり、町の南部を通ってやはりワシントン郡に入る。州道9L号線は町の中心を南北に抜けている。幾つかの郡道がストーニー・クリークを渡っている。郡道3号線、12号線、22号線、76号線である。

#### レイクジョージ村
レイクジョージ村と町には幾本かの幹線道がある。州道9N号線は郡内を南北に抜けている。郡道6号線（フォートジョージ・ブールバード）と59号線（ブラッディポンド道路）もある。59号線は州道9L号線の延長であり、クイーンズベリーに向かっている。他に州道912Q号線もあり、出口22号はノースウェイとの接続かつパークアンドライドとなっている。

#### レイクジョージ村より北

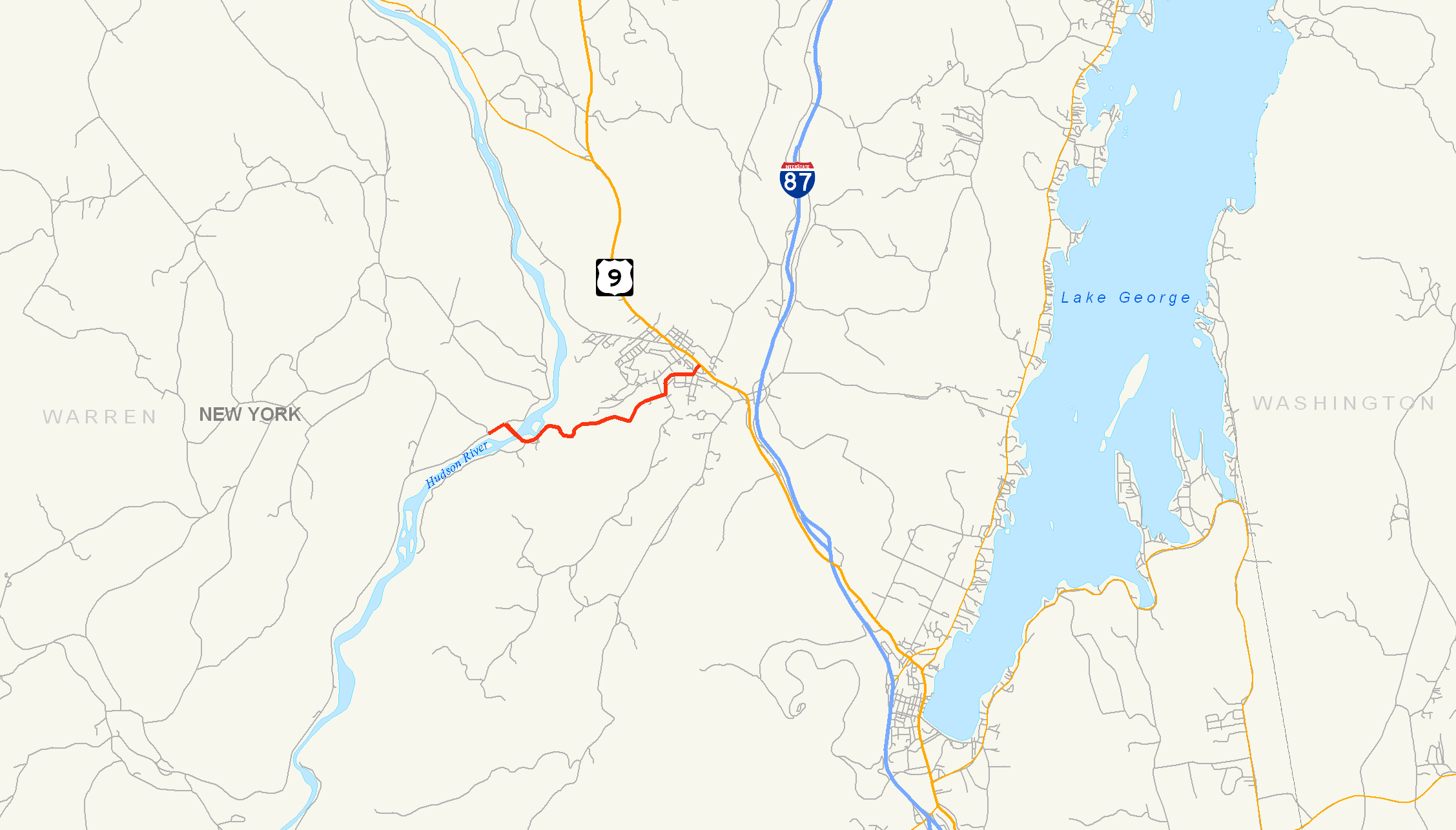
州道418号線のルート

ボルトンとボルトンランディングの地域は広いが、州が維持する道路は9N号線のみであり、郡道11号線（ボルトン・リバーバンク道路）はノースウェイで出口24号との接続になっている。ダイアモンドポイントを通る道路は、州道9N 号線と郡道35号線（ダイアモンドポイント道路）の2本のみであり、州道9N でノースウェイ（出口23号）と繋ぎ、ウォーレンズバーグで国道9号線と繋いでいる。州道8号線はジョンズバーグで郡内に入り、チェスターの町に入って約4マイル (6 km) 国道9号線と合流し、ランドンヒルの交差点で分岐する。8号線はハーグの中心で州道9N号線と落ち合って終わる。ウォーレンズバーグ地域では州や郡が維持する道路がある。これらには州道28号線と同418号線の国道9号線での終端もある。またアソルの郡道4号線やウォーレンズバーグの州道10号線（ホリコン道路）もある。10号線は東に向かい、ボルトンランディングで終わる。

#### 鉄道
アムトラックはグレンズフォールズに駅があり、アディロンダック号とイーサン・アレン号は毎日運行され、モントリオール、オールバニ、ニューヨーク市、バーモント州ラトランドなどの都市を結んでいる。

#### 空港
フロイド・ベネット記念空港 (FAA: GFL) は郡が所有する公共用途空港であり、グレンズフォールズの北東3カイリ (6 km)、クィーンズベリーの町に位置している。

### 隣接する郡
- エセックス郡 - 北
- ワシントン郡 - 東
- サラトガ郡 - 南
- ハミルトン郡 - 西

### 気候と気象
ウォーレン郡の気候はニューヨーク州の大半と同様に湿潤大陸性気候である。冬は、カナダからの冷たく乾燥した空気が流れて来る。夏はメキシコ湾流が暑く、湿気た空気を運んでくる。熱帯低気圧が襲ってくることもある。冬のノーイースター風が大量の雪や雨を降らせ、時には暴風も吹く。秋と春は概して温暖で快適であり、秋の紅葉は国内でも定評がある。夏と秋には寒冷前線が北から降りてきて雷雨を起こし、時には激しいものになる。
| レイクジョージの月別平均最高最低気温（上段、°F）と平均降水量（下段、インチ） |       |       |       |       |       |       |       |       |       |       |       |       |
| 都市                                                                         | 1月   | 2月   | 3月   | 4月   | 5月   | 6月   | 7月   | 8月   | 9月   | 10月  | 11月  | 12月  |
| レイクジョージ                                                               | 31/10 | 35/12 | 45/22 | 59/33 | 71/45 | 79/53 | 83/58 | 81/56 | 73/48 | 61/37 | 47/29 | 35/17 |
|                                                                              |       |       |       |       |       |       |       |       |       |       |       |       |
| 都市                                                                         | 1月   | 2月   | 3月   | 4月   | 5月   | 6月   | 7月   | 8月   | 9月   | 10月  | 11月  | 12月  |
| レイクジョージ                                                               | 3.50" | 2.58" | 3.70" | 3.73" | 4.42" | 4.17" | 4.20" | 4.28" | 4.07" | 3.61" | 4.05" | 3.46" |
| Source:Weather Channel                                                       |       |       |       |       |       |       |       |       |       |       |       |       |

## 人口動態
以下は2000年国勢調査による人口統計データである。
| 基礎データ - 人口: 63,303 人 - 世帯数: 25,726 世帯 - 家族数: 17,056 家族 - 人口密度: 28人/km2（73人/mi2） - 住居数: 34,852 軒 - 住居密度: 15軒/km2（40軒/mi2） 人種別人口構成（2008年時点） - 白人: 97.48% - アフリカン・アメリカン: 0.62% - ネイティブ・アメリカン: 0.21% - アジア人: 0.55% - 太平洋諸島系: 0.01% - その他の人種: 0.23% - 混血: 0.91% - ヒスパニック・ラテン系: 1.05% 先祖による構成 - アイルランド系：17.9% - イギリス系：12.7% - イタリア系：11.4% - フランス系：11.1% - ドイツ系：10.6% - アメリカ人：9.0% 言語による構成 - 英語：96.3% - スペイン語：1.4% - フランス語：1.0% | 年齢別人口構成 - 18歳未満: 24.0% - 18-24歳: 7.5% - 25-44歳: 28.2% - 45-64歳: 25.1% - 65歳以上: 15.2% - 年齢の中央値: 39歳 - 性比（女性100人あたり男性の人口） - 総人口: 94.2 - 18歳以上: 91.0 世帯と家族（対世帯数） - 18歳未満の子供がいる: 30.7% - 結婚・同居している夫婦: 51.9% - 未婚・離婚・死別女性が世帯主: 10.4% - 非家族世帯: 33.7% - 単身世帯: 27.3% - 65歳以上の老人1人暮らし: 11.3% - 平均構成人数 - 世帯: 2.41人 - 家族: 2.93人 収入と家計 - 収入の中央値 - 世帯: 39,198米ドル - 家族: 46,793米ドル - 性別 - 男性: 32,922米ドル - 女性: 22,279米ドル - 人口1人あたり収入: 20,727米ドル - 貧困線以下 - 対人口: 9.7% - 対家族数: 7.2% - 18歳未満: 14.1% - 65歳以上: 5.9% |

## 郡政府と政治

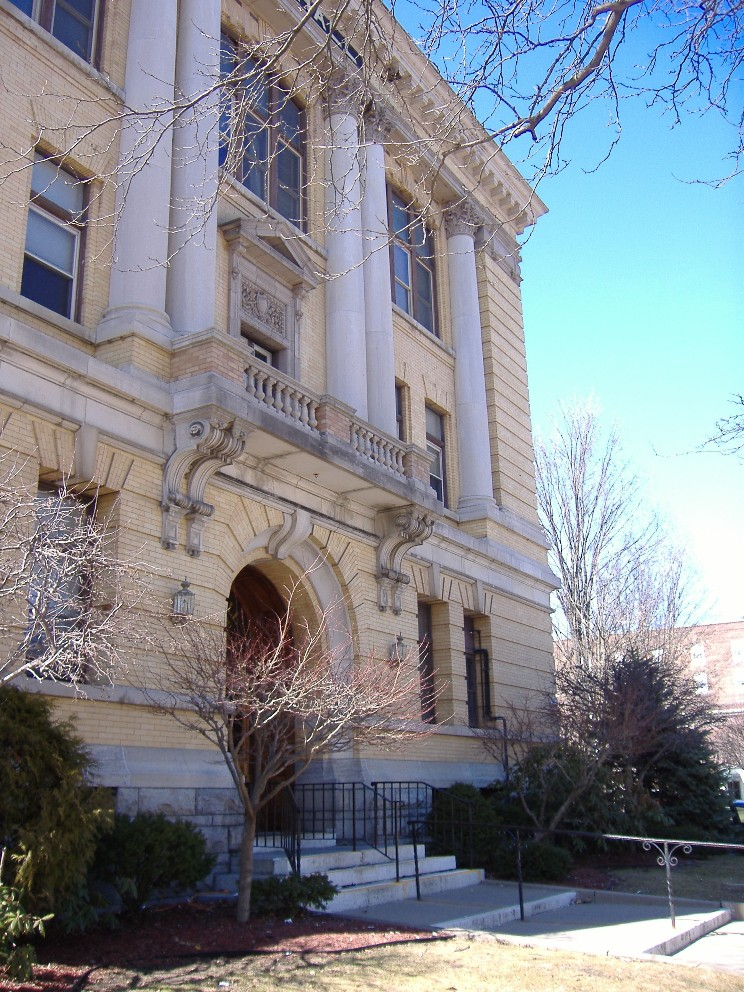
グレンズフォールズ市役所

ウォーレン郡には11の町とグレンズフォールズ市を代表する20人の郡監督官がいる。
保安官事務所は、管理部門、警察部門、矯正部門の3部門で成り立っている。警察部門には捜査部、パトロール部、コミュニケーションセンターがある。パトロール部は指揮官の支配下に動く特殊部隊がある。ジョージ湖やスクルーン湖の水上パトロールも行う。
ウォーレン郡は南北戦争以降、共和党を強く支持してきた。郡議会の定数20のうち、16議席をしめている。2004年アメリカ合衆国大統領選挙ではジョージ・W・ブッシュが55%の支持を得た。州議会に送っている上下院両議員は、共和党員である。郡内の登録有権者の中で共和党に登録した数が51%であり、民主党登録者は23%に過ぎない。
近年は民主党も地盤を築いてきた。2004年に再選を求めた民主党のチャールズ・シューマーアメリカ合衆国上院議員は郡内で56%の支持を得ており、グレンズフォールズ市議会では民主党が多数派になった。2003年には民主党が郡判事を取り、2006年には州下院の議席を民主党員キルステン・ジリブランドが奪った。2009年、デイビッド・パターソン州知事は、国務長官になったヒラリー・クリントン上院議員の後任にジリブランド下院議員を指名した。ジリブランドの転任で空席になった下院議員には補欠選挙で民主党のスコット・マーフィが当選した。
2008年アメリカ合衆国大統領選挙では、民主党のバラク・オバマが共和党のジョン・マケインに対して僅差で郡を制した。オバマの得票は16,281票、マケインは15,424票だった。

## 経済
郡全体で小売業の年間売上高は10億1,093万米ドルになった。雑貨類で約1億米ドル、アパレルで約9,800万米ドル、食品で約1億6,300万米ドルとなっていた。医療とドラッグストアの売り上げは約4,500万米ドルだった。
郡内では医療機器について多くの発明が行われてきており、州内でも医療機器メーカーが集中しているところである。ノーマン・ジェキルとデイビッド・シェリダンがグレンズフォールズ地域に医療機器産業を導入した。1940年代、戦争で疲弊していたヨーロッパから支給された材料で製品を生産した。代表的なメーカーがクイーンズベリーにあるアンジオダイナミクスInc.であり、抹消血管疾病を治療するための、侵襲性が最少であり画像で誘導する治療に使われる医療機器を生産している。グレンズフォールズにはボストン・サイエンティフィク・コーポレーションもある。

## 教育
郡内には16の公立小学校がある。その中で最大はクイーンズベリー小学校であり、児童数は1,150人である。また最小のものはエイブラハム・ウィング学校であり、児童数は146人である。中学校は9校あり、最大のものはクイーンズベリー中学校、生徒数は945人である。最小のものはボルトン中央学校であり、生徒数は285人である。高校は11校あり、最大のものはクイーンズベリー・シニア高校、生徒数1,301人である。最小のものはボルトン中央学校であり、生徒数は285人である。さらに私立中等学校としてセントメアリーズ・セントアルフォンサス地域カトリック学校がグレンズフォールズにある。
アディロンダック・コミュニティカレッジが郡内の高等教育機関である。クイーンズベリーにあり、学位取得や資格取得のための広範な教育を行っている。ニューヨーク州立大学プラッツバーグ校がクリントン郡にあり、学士号と修士号を与えている。

## 医療
郡内の医療機関の中心はグレンズフォールズにある410床のグレンズフォールズ病院であり、様々な診断法や治療法を行っている。

## 芸術と文化
郡内アディロンダック山地の麓にはルザーン音楽センターがあり、音楽を教えることに焦点を当てたサマーキャンプを行っている。毎年7月には室内音楽祭を開催し、一般に公開されている。アッパー・ハドソン・ミュージカル・アーツも人気のある場所であり、プロの室内楽やソリストの公演をおこなっている。ノースクリークのタナリーポンド・コミュニティセンターでもコンサートが開催されている。また、グレンズフォールズのチャールズ・R・ウッド劇場ではアディロンダック演劇祭が開催され、年間を通じてプロの公演がある。

## 見どころ

### ジョージ湖

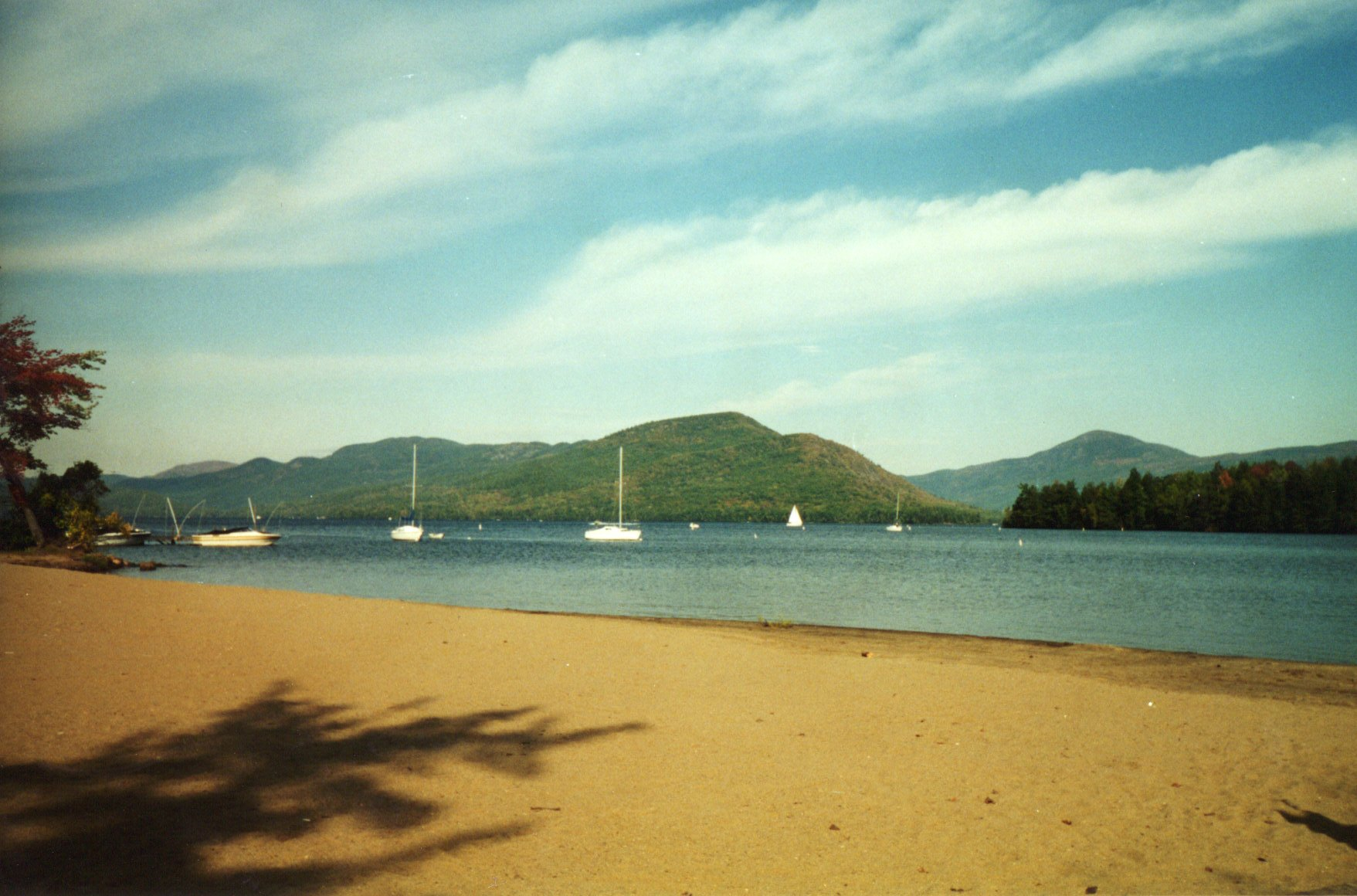
ジョージ湖

ウォーレン郡はジョージ湖に関わる観光の中心地である。ジョージ湖はアディロンダック山地にある広さ28,160エーカー (114.0 km2) の湖である。チュービング、水泳、カヤック、ボート乗りが行われている。湖周辺に幾つかの大きな見どころもある。レイクジョージ村のすぐ郊外にはプロスペクト山があり、湖岸道路沿いのスティール・ピアから観光船が出ている。村は人気のある観光スポットであり、多くの店舗や土産物店がある。村の外れ、郡道6号線沿いにはジョージ湖古戦場がある。
北方には湖を訪れる観光客のためのホテルやモーテルがある。州道9N号線沿いのハースストーンポイントや、村の南のジョージ湖古戦場などにはキャンプ場がある。湖上の島にもキャンプ場がある。ロング島には88のキャンプサイトがある。島や本土のキャンプ場はニューヨーク州環境保護省が管理している。

### 歴史史跡

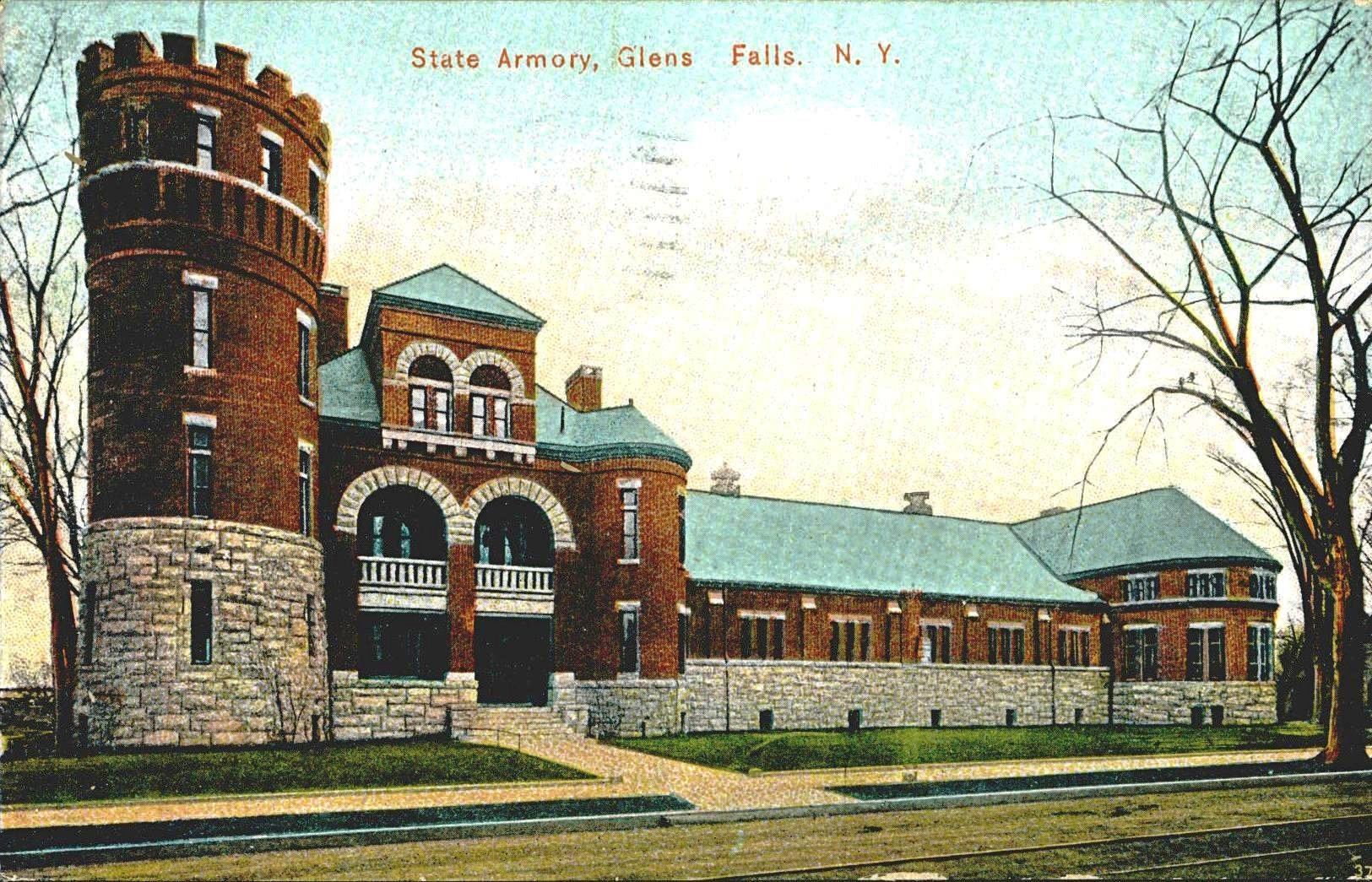
グレンズフォールズにある州立武器庫、1907年

郡内の歴史史跡の中でも特筆ものは1900年に建設されたジョセフ・J・フレデラの邸宅とガレージであり、その建築的な微細さで重要である。アメリカ合衆国国家歴史登録財に指定されている。他にもヨーロッパ系アメリカ人による1758年の難破船、「ランド・トートイズ」がある。その他の歴史史跡として以下のものがある。
- チャップマン歴史博物館
- マーセラ・センブリック・オペラ博物館
- エドワード・エグルストン荘園
- グレンズフォールズの第一長老派教会
- フレデラ通り歴史地区、グレンズフォールズ
- スリースクエアズ歴史地区、グレンズフォールズ
- ハイド・コレクション、グレンズフォールズ
- ウォーレンズバーグ・ミルズ歴史地区
- ウィアワカ・バトー・サイト
- ウィアワカ・ホリデイハウス

## 都市と町

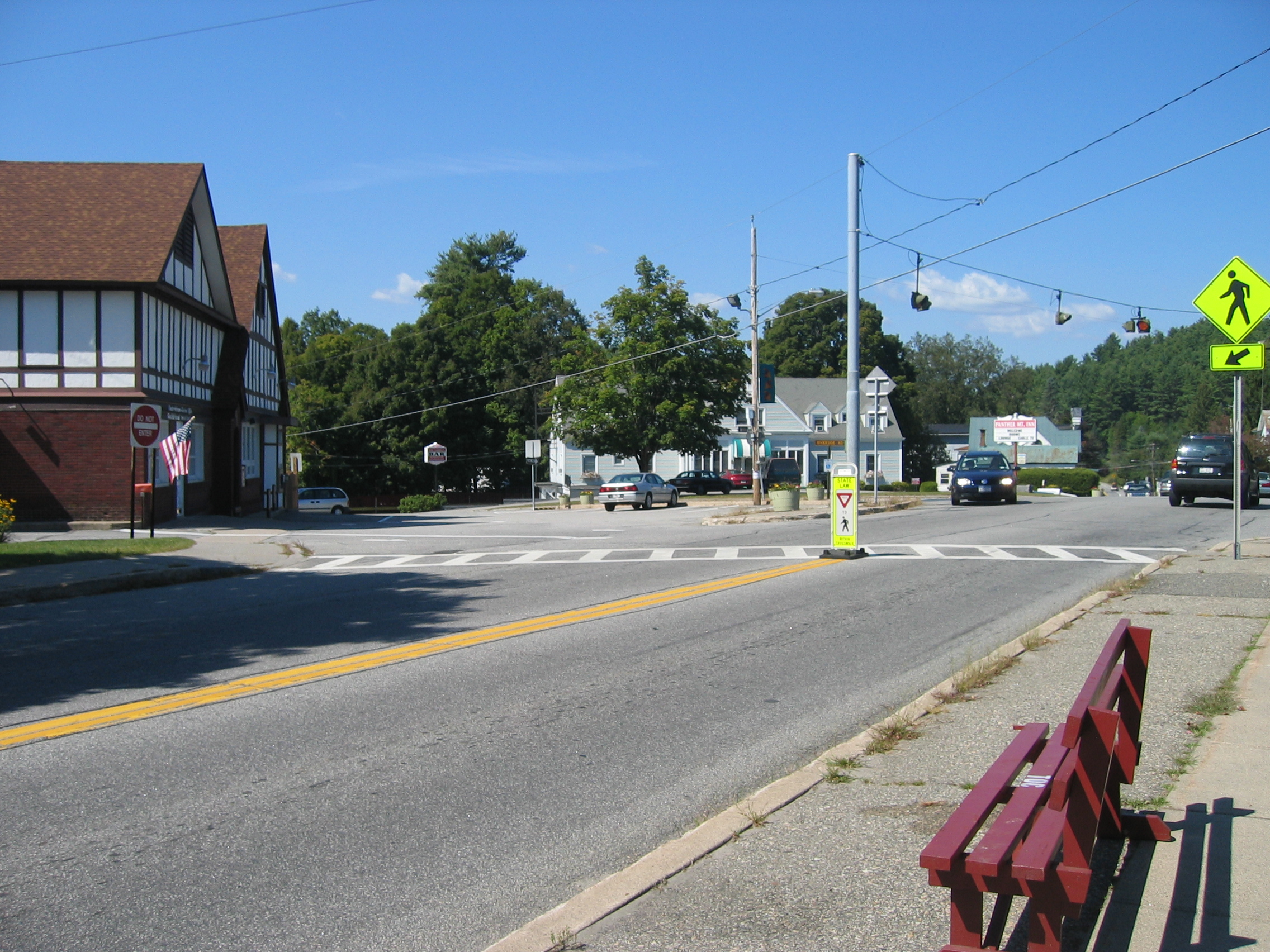
チェスターにあるチェスタータウン・ハムレット

州法の下に、市、村、町の3種類の自治体がある。
- グレンズフォールズ市
- クイーンズベリー町 - 郡庁所在地
- ボルトン町
- チェスター町
- ハーグ町
- ホリコン町
- ジョンズバーグ町
- レイクジョージ町
  - レイクジョージ村
- レイクルザーン町
- ストーニークリーク町
- サーマン町
- ウォーレンズバーグ町